# Heinrichshütte (Hamm)
Die Heinrichshütte war eine Eisenhütte bei Hamm (Sieg) im Westerwald, Landkreis Altenkirchen. Sie bestand von 1650 bis 1927. Besitzer waren unter anderem der Preußische Staat, der Siegener Unternehmer Dresler und die „Wissener Bergwerks- und Hütten-AG“.
In der Hütte wurden unter anderem Erze aus den Gruben „Huth“, „Hohegrete“, „Petersbach“ und „Pfaffenseifen“ aus der Umgebung verarbeitet. Es bestand eine Bahnverbindung bis Au (Sieg).
Um die Hütte entstand die Siedlung „Heinrichs Hütte“, westlich von Hamm, vorher standen hier zwei Windmühlen. 1831 zählte die Siedlung drei Häuser.